# Gran Premi Capodarco
El Gran Premi Capodarco és una competició ciclista d'un dia que es disputa a Fermo (Marques). La primera edició data del 1964 i el 2005 va entrar a formar part del calendari de l'UCI Europa Tour.

## Palmarès
| Any  | Vencedor              | Segon              | Tercer                |
| ---- | --------------------- | ------------------ | --------------------- |
| 1964 | Giancarlo Stefanelli  |                    |                       |
| 1973 | Zani                  |                    |                       |
| 1974 | Tedeschi              |                    |                       |
| 1975 | Tedeschi              |                    |                       |
| 1976 | Maurizio Pennacchini  | Remo Salutari      | Domenico Felici       |
| 1977 | Abbruzzetti           |                    |                       |
| 1978 | Pierino Bravi         | Paolo De Carlonis  | Maurizio Rossi        |
| 1979 | Giancarlo Montedori   | Marco Vitali       | Marcello Umbre        |
| 1980 | Giuseppe Di Sciorio   | Valerio Piva       | Giampiero Pistolesi   |
| 1981 | Piero Onesti          | Primoz Cerin       | Michele Fabbri        |
| 1982 | Tullio Cortinovis     | Maurizio Viotto    | Raffaele Di Francesco |
| 1983 | Salvatore Cavallaro   | Primoz Cerin       | Bojan Ropret          |
| 1984 | Tullio Cortinovis     | Flavio Giupponi    | Stefano Colagè        |
| 1985 | Nino Tripodi          | Marco Saligari     | Massimo Ghirardi      |
| 1986 | Marcello Siboni       | Giuliano Tomassoli | Maurizio Spreafico    |
| 1987 | Mario Austero         | Moreno Picchio     | Sandi Papež           |
| 1988 | Paolo Lanfranchi      | Moreno Picchio     | Antonio Cardamone     |
| 1989 | Davide Bramati        | Massimo Ghirardi   | Oscar Pelliccioli     |
| 1990 | Wladimir Belli        | Ivan Gotti         | Mauro Consonni        |
| 1991 | Fabio Casartelli      | Gianmatteo Fagnini | Paolo Valoti          |
| 1992 | Marco Milesi          | Fabio Casartelli   | Sergio Barbero        |
| 1993 | Roberto Pistore       | Mauro Sandroni     | Alberto Puerini       |
| 1994 | Juan Carlos Domínguez | Dario Frigo        | Claudio Ainardi       |
| 1995 | Paolo Valoti          | Alberto Puerini    | Oscar Pozzi           |
| 1996 | Gianluca Valoti       | Emanuele Lupi      | Maurizio Frizzo       |
| 1997 | Massimo Codol         | Simone Campagnari  | Cristian Auriemma     |
| 1998 | Giorgio Feliziani     | Gianluca Tonetti   | Nicola Ramacciotti    |
| 1999 | Milan Kadlec          | Domenico Romano    | Francesco Magni       |
| 2000 | Massimiliano Martella | Sylwester Szmyd    | Boris Gapych          |
| 2001 | Alessandro Delfatti   | Luis Laverde       | Andrei Korovine       |
| 2002 | Antonio Quadranti     | Matteo Cappe       | Ezio Casagrande       |
| 2003 | Moisés Aldape         | David Garbelli     | Davide Torosantucci   |
| 2004 | Moisés Aldape         | Luca Capodaglio    | Branislau Samoilau    |
| 2005 | Fernando Herrero      | Anton Rechetnikov  | Luigi Sestili         |
| 2006 | Marco Bandiera        | Francesco De Bonis | Anton Rechetnikov     |
| 2007 | Hrvoje Miholjević     | Francesco De Bonis | Serguei Renev         |
| 2008 | Peter Kennaugh        | Simon Clarke       | Dmitriy Sokolov       |
| 2009 | Salvatore Mancuso     | Iegor Silin        | Diego Ulissi          |
| 2010 | Enrico Battaglin      | Stefano Locatelli  | Julian Arredondo      |
| 2011 | Mattia Cattaneo       | Enrico Battaglin   | Moreno Moser          |
| 2012 | Gianfranco Zilioli    | Jay McCarthy       | Stanislau Bazhkou     |
| 2013 | Matteo Busato         | Mario Sgrinzato    | Gianfranco Zilioli    |
| 2014 | Robert Power          | Gianni Moscon      | Moreno Giampaolo      |
| 2015 | Riccardo Donato       | Simone Velasco     | Filippo Fiorelli      |
| 2016 | Jai Hindley           | Edward Ravasi      | Alexandr Riabushenko  |
| 2017 | Mark Padun            | Yuriy Natarov      | Galym Akhmetov        |
| 2018 | Einer Rubio           | Davide Casarotto   | Dario Puccioni        |
| 2019 | Filippo Zana          | Kevin Colleoni     | Marco Murgano         |
| 2020 | no disputat           | no disputat        | no disputat           |
| 2021 | Simone Raccani        | Andrea Piccolo     | Alex Tolio            |
| 2022 | Nicolò Buratti        | Davide De Pretto   | Martin Marcellusi     |
| 2023 | Matteo Ambrosini      | Filippo D'Aiuto    | Anders Foldager       |
| 2024 | Filippo D'Aiuto       | Dominik Dunár      | Manuel Oioli          |